# اس‌بی‌اس کانتنت
اس‌بی‌اس کانتنت (انگلیسی: SBS Contents) شرکت فیلم‌سازی کره‌ای است، که در سال ۱۹۹۹ تأسیس شد.